# Placotrochides
Genre
Placotrochides est un genre de coraux durs de la famille des Flabellidae.

## Liste d'espèces
Selon World Register of Marine Species (3 juillet 2015) et ITIS (3 juillet 2015), le genre Placotrochides comprend les espèces suivantes :
| Selon World Register of Marine Species (3 juillet 2015) : - Placotrochides cylindrica Cairns, 2004 - Placotrochides frustum Cairns, 1979 - Placotrochides minuta Cairns, 2004 - Placotrochides scaphula Alcock, 1902 | Selon ITIS (3 juillet 2015) : - Placotrochides frustum Cairns, 1979 - Placotrochides scaphula Alcock, 1902 |